# Punta Soldaditos
Punta Soldaditos (spanisch für Soldatenspitze) ist eine Landspitze der zu den Pi-Inseln gehörenden Islote Atalaya in der Gruppe der Melchior-Inseln im Palmer-Archipel westlich der Antarktischen Halbinsel.
Argentinische Wissenschaftler benannten sie.